# الزنابق (ديوان)
ديوان الزنابق هو الديوان الشعري الرابع للروائي والشاعر الأردني أيمن العتوم، صدر عن المؤسسة العربية للدراسات والنشر عام 2015 في 119 صفحة، ويضم الديوان بين دفتيه خمساً وعشرين قصيدة بدأت بقصيدة حبيبتي...كيف أنسى؟! وانتهت بقصيدة سأشرب لو ملأت الكأس سما، وقد كتبت قصائد الديوان بين الأعوام من 1995 إلى 2003 كما وثق الكاتب.يتناول الديوان، في الغالب، موضوعاً واحداً يدور محوره حول الحب، كما استخدم الشاعر المحبوبة كرمزٍ في العديد من قصائد الديوان، فتخرج بعدها القصيدة من موضوع الحب والذكرى إلى مواضيع التحدي والوطنية. جاء هذا الدّيوان ليكون خالِصًا للغزل العذريّ العفيف الذي لا يتّخذ من جسد المرأة جسرًا يُعبَر عليه، وإنّما يتّخذ من المشاعر الصادقة والكلمات الطاهرة أفقًا ترتاده قصائده، بعيدًا عن الاسفاف والابتِذال. حَمَلَ الدّيوان الفِكرة المُقدّسة في النّظر إلى المرأة، ومضى في شِعابٍ قد يتأبّى على الولوج إليها كثيرٌ من الشعراء، وهو في مجمله لم يخرج عن الأدبّ النّقيّ. وقد تنوعت القصائد بين القصائد العمودية وقصائد التفعيلة.

## من الديوان
يخاطب الشاعر محبوبته في القصيدة الأولى فيقول:
ويخاطب ذاته في الثانية فيقول:
وتتجلى خبرة الشاعر وحكمته في أبيات الديوان الأخيرة، فيقول:

## وصلات خارجية
- صفحة الشاعر والكاتب أيمن العتوم على موقع Facebook  على فيسبوك.
- صفحة الشاعر والكاتب أيمن العتوم على موقع Twitter
- صفحة الشاعر والكاتب أيمن العتوم على موقع Goodreds